# Xerxes de Sofena
Xerxes (em grego: Ξέρξης; romaniz.: Xérxēs; em persa antigo: 𐎧𐏁𐎹𐎠𐎼𐏁𐎠; romaniz.: Xšaya-ṛšā) foi rei de Sofena e Comagena de 228 a 212 a.C.. Era filho e sucessor de Arsames I.

## Nome
Xerxes (Ξέρξης, Xérxēs) e Xerses são as formas latina e grega do iraniano antigo Quexaiarxa (Xšaya-ṛšā), "governando os heróis", um nome popular entre os governantes do Império Aquemênida.

## Vida
Xerxes pertencia à dinastia orôntida de origem iraniana ou armênia. Seu pai era Arsames I, que governou Sofena, Comagena e possivelmente a Armênia. Xerxes sucedeu seu pai como governante de Sofena e Comagena em 228 a.C., enquanto seu irmão Orontes IV governou a Armênia. Em 212 a.C., a pretexto da pouca lealdade de Xerxes e o interesse em obter tributo não pago pelo pai dele Antíoco III invadiu Sofena e derrotou o rei após sitiar a cidade de Arsamósata. Pouco depois, Antíoco III arranjou o casamento de Xerxes com sua irmã Antióquida. Segundo João de Antioquia, Xerxes foi envenenado por ordem de Antíoco III em aproximadamente 212 a.C., ou mais tarde, em 202/1 a.C.. Ao contrário de outros orôntidas de sua família, Xerxes não é citado na inscrição do Monte Ninrode.

## Cunhagem
Na cunhagem de Xerxes, o anverso exibe o rosto do rei voltado à direita e com barba espessa. O tocado dele é uma espécie de tiara dobrada, ligeiramente aberta na lateral, com o diadema ao redor da cabeça e pendurado nas costas. No reverso, há a representação de Nice em pé à esquerda, segurando uma coroa ou uma coroa de flores em seu braço direito estendido e com a mão esquerda apoiada no cinto de sua túnica, ou Atena sentada, segurando a coroa ou uma figura em sua mão direita estendida e apoiando sua mão esquerda num escudo.